# مركز المتاحف (باكو)
مركز المتاحف (بالأذرية: Muzey Mərkəzi) هو مبنى تابع لوزاة الثقافة في جمهورية أذربيجان، يقع في مدينة باكو، بالقرب من بولفار باكو.

## تأسيسه

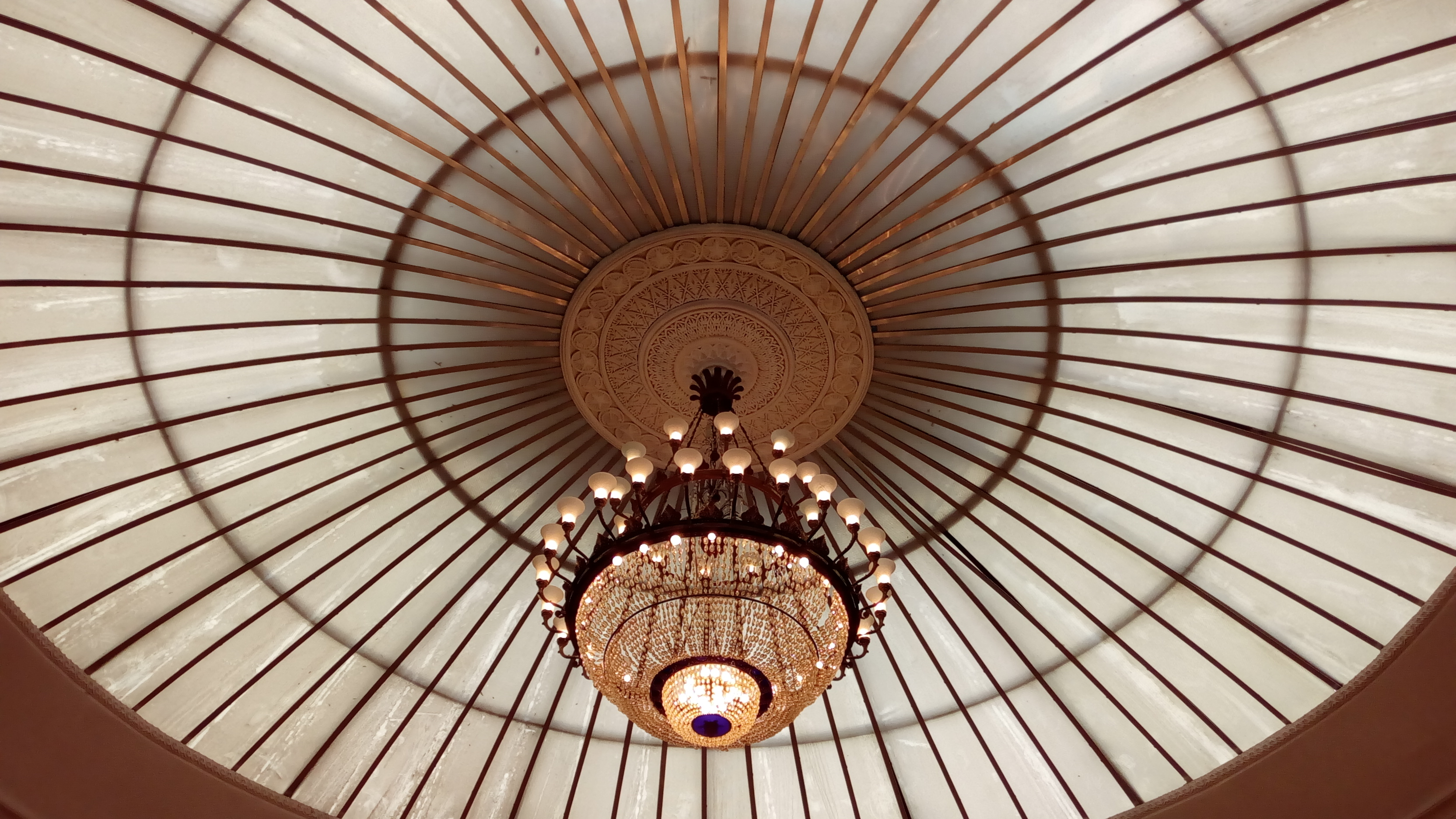
نجفة في مركز المتاحف

تبلغ المساحة الإجمالية لقاعات المعرض 3700 متر مربع، ومساحة القاعة الدائرية 230 متر مربع، ومساحة المعارض الفنية 400 متر مربع. مديرة مركز المتحف هي لييانى فزيروفا.
تم بناء المبنى بمناسبة الذكرى ال90 لميلاد لينين، صممه المهندس الأذربيجاني حسان مجيدوف في عام 1960، واعتُبر كفرع من متحف لينين في موسكو. وبعد انهيار الاتحاد السوفيتي في عام 1991، ووفقًا لمرسوم رئيس جمهورية أذربيجان أصبح مبنى المتحف تابع لوزارة الثقافة في جمهوريةأذربيجان وبعد ذلك سمي مركز المتاحف.
يضم المتحف أكثر من 110 ألف معروض، من بينها نسخ من مخطوطات لينين، وجمع مواد عن حياة لينين وأتباعه.
ويقع فيه عدة متاحف أخرى، منها:
- متحف أذربيجان الوطني للثقافة الموسيقية
- متحف المسرح الحكومي في أذربيجان
- متحف استقلال أذربيجان